# Komin w Studnisku Mirowskim
Komin w Studnisku Mirowskim – komin w skale Studnisko na Grzędzie Mirowsko-Bobolickiej na Wyżynie Częstochowskiej. Administracyjnie należy do wsi Mirów, w gminie Niegowa, w powiecie myszkowskim, w województwie śląskim.

## Opis obiektu
Komin znajduje się na północno-wschodniej ścianie Studniska. Na ścianach tej turni są drogi wspinaczkowe. Jedna z nich o nazwie Studnisko i trzecim stopniu trudności w skali polskiej prowadzi wewnątrz komina. Komin ma dużą średnicę i owalny przekrój. Jest niewysoki (3,5 m), ale efektowny. W dole ma niewielki otwór o wymiarach 0,8 × 1,3 m wychodzący na trawiasty stok. Ma również górny otwór. Jego ściany gęsto pokrywają krasowe jamki i ospa krasowa. Nielicznie rosną na nich kępy skalnicy gronkowej i paprotnicy skalnej. Nacieków brak.
Komin znany był od dawna, wzmiankowany przez wspinaczy skalnych, jednak nie opisywany. Po raz pierwszy jego dokumentację opracował J. Zygmunt w czerwcu 2009 r.
W Grzędzie Mirowsko-Bobolickiej jest jeszcze jedna skała o nazwie Studnisko i w niej również jest obiekt jaskiniowy o nazwie Studnia w Studnisku przy Zamku

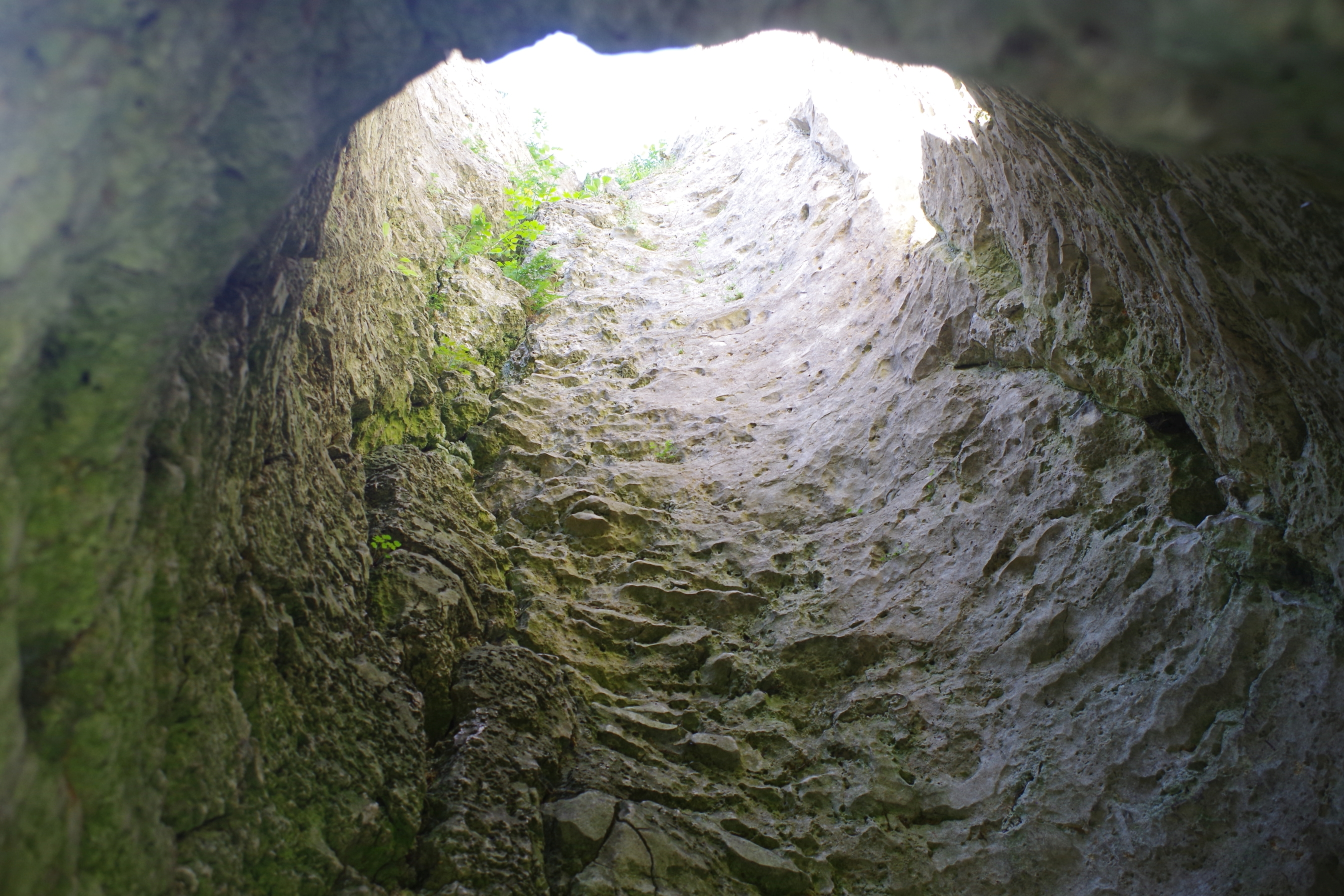
Komin